# Quận Lamar, Alabama
Quận Lamar là một quận thuộc tiểu bang Alabama, Hoa Kỳ.
Quận này được đặt tên theo Lucius Quintus Cincinnatus Lamar, thượng nghị sĩ Thượng viện Hoa Kỳ từ Mississippi. Theo điều tra dân số của Cục điều tra dân số Hoa Kỳ năm 2000, quận có dân số 15.904 người, nhưng dân số năm 2009 giảm còn 14.295 người. Quận lỵ đóng ở Vernon. Đây là một quận khô.